# Хвостопер вухастий
Перохвіст вухастий (Ptilocercus lowii) — вид ссавців ряду Тупаєподібні (Scandentia), єдиний вид роду Перохвіст (Ptilocercus) родини перохвостові (Ptilocercidae). Етимологія: грец. πτιλο — «перо» грец. κέρκος — «хвіст».

## Опис
Характерною особливістю цієї тварини є хвіст. Він темного забарвлення і безволосий, за винятком вершини, яка покрита білим волоссям. Решта тіла бурого забарвлення, морда витягнута. Вуха більші і тонші ніж у інших видів тупай. Довжина тіла становить від 10 до 14 см, хвіст довжиною приблизно від 13 до 19 см.

## Поширення
Батьківщина цієї тварини — Малайський півострів, Суматра, північна і західна частина Борнео, а також прилеглі невеликі острови. Середовище проживання виду — це ліси на висоті до 1000 метрів над рівнем моря.

## Спосіб життя
Веде нічний спосіб життя. Тварини живуть на деревах, відмінно лазять і стрибають. При цьому хвіст служить балансиром. Протягом дня вони відпочивають, згорнувшись, в саморобних, побудованих з листя і гілок гніздах.

## Живлення
Раціон цих тварин складається з комах, дрібних хребетних тварин, таких як гекони, і плодів.
За опублікованими в 2008 році дослідженням ці тварини часто п'ють нектар пальми Eugeissona tristis, що містить до 3,8% алкоголю. При цьому у них відсутні ознаки сп'яніння, що свідчить про його ефективну переробку. На думку дослідників, ймовірно, алкоголь робить позитивний психологічний ефект .

## Розмноження
Про розмноження цих тварин відомо мало. Період вагітності триває від 45 до 55 днів. У виводку від 1 до 4-х дитинчат.